# 隆化県
隆化県（りゅうか-けん）は中華人民共和国河北省承徳市に位置する県。

## 歴史
1910年（宣統2年）、清朝により設置され、県治は唐三営に置かれた。1915年（民国4年）に県治が現在地に遷され現在に至る。

## 行政区画
- 街道:安州街道
- 鎮:苔山鎮、韓麻営鎮、中関鎮、七家鎮、湯頭溝鎮、唐三営鎮、張三営鎮、藍旗鎮、歩古溝鎮、郭家屯鎮、茅荊壩鎮、荒地鎮、章吉営鎮、偏坡営鎮
- 郷:山湾郷、鹸房郷、韓家店郷、湾溝門郷
- 民族郷:尹家営満族郷、廟子溝モンゴル族満族郷、八達営モンゴル族郷、太平荘満族郷、旧屯満族郷、西阿超満族モンゴル族郷